# باغ‌موزه نظری

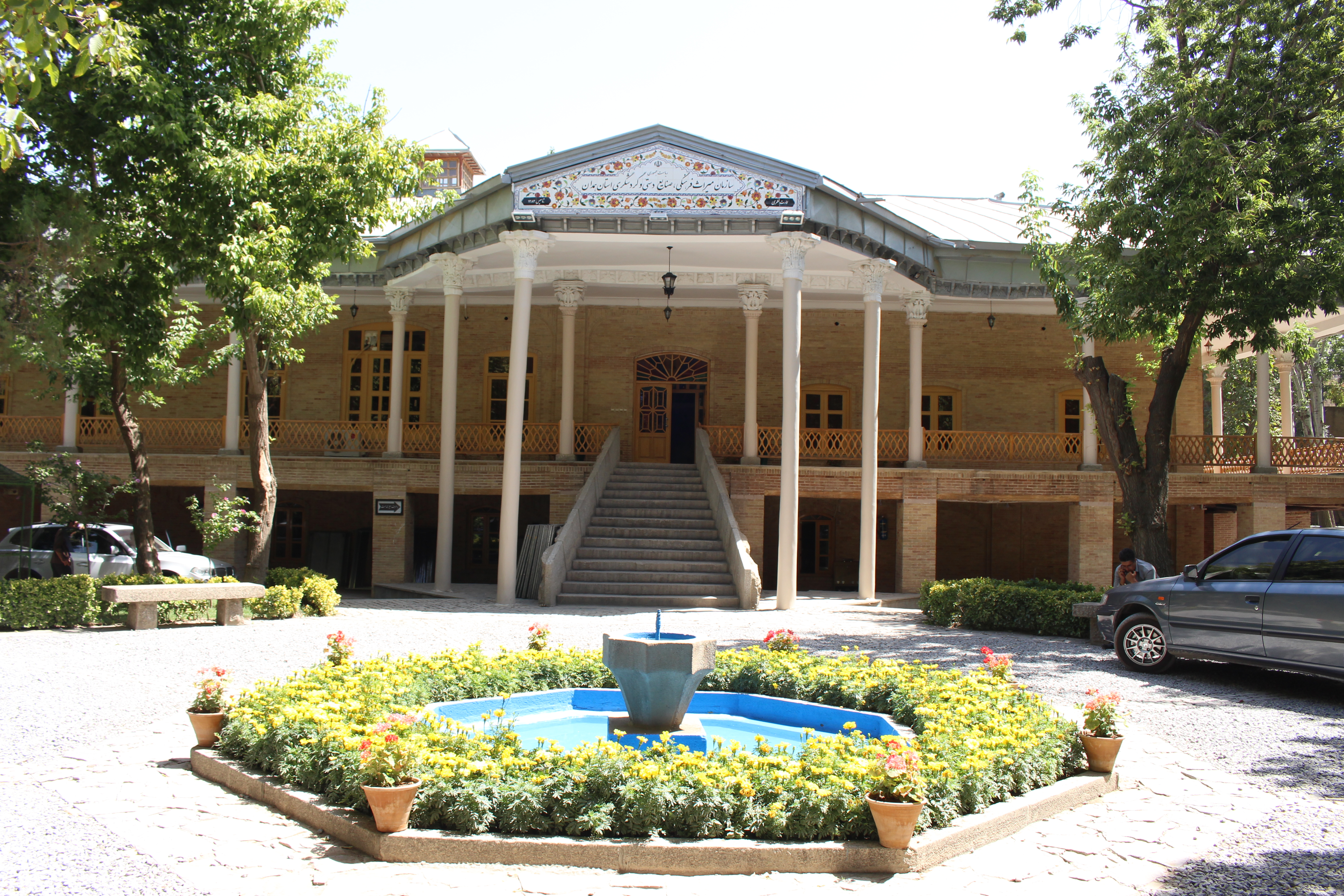
باغ نظری

باغ‌موزهٔ نظری یک موزهٔ مردم‌شناسی است که در سال ۱۳۸۸ شمسی در همدان، میدان جهاد، چهارراه نظری، عمارت باغ نظری، افتتاح شده‌است. سازمان مؤسس این موزه ادارهٔ کل میراث فرهنگی، صنایع‌دستی و گردشگری استان همدان است. ساعات کار این موزه از ۸ تا ۱۴ است و در تمام روزهای هفته باز است.